# Wakefield (hrabstwo Fairfax)
Wakefield – jednostka osadnicza w Stanach Zjednoczonych, w stanie Wirginia, w hrabstwie Fairfax.